# Галапагоска игуана
Галапагоските игуани (Conolophus subcristatus), наричани също галапагоски сухоземни игуани, са вид влечуги от семейство Игуанови (Iguanidae).
Срещат се само в сухите низини на Галапагоските острови на Еквадор. Достигат до 1,5 метра дължина и 11 килограма маса, като размерите им варират на различните острови. Хранят се главно с кактуси опунция, които им служат и като източник на вода.